# Peter Willers Jessen
Peter Willers Jessen, född 13 september 1793 i Flensborg, död 29 september 1875, var en slesvigsk psykiater, verksam i Slesvig.

## Biografi
Jessen studerade medicin i Berlin och redan före sin promotion i Kiel 1820 hade han blivit utnämnd till överläkare vid sinnessjukanstalten vid Slesvig, vilken öppnades samma år. På denna post blev han banbrytare för den nya riktning inom psykiatrin, som då började göra sig gällande. Han var en av de första klinikläkare, som konsekvent avskaffade de gamla tvångs- och pinoredskapen och genomförde det av engelsmannen John Conolly förespråkade no-restraint-systemet. Redan 1828 införde han vid sin klinik lantbruk som sysselsättning för de intagna. Kliniken blev snabbt en mönsteranstalt, först och främst för Norden, och var under följd av år den enda verkliga kuranstalten för psykiatrisk sjukdom i Skandinavien, där även patienter från Norge och Sverige ofta behandlades. Ett känt exempel är Esaias Tegnér.
I sina skrifter och avhandlingar, utvecklade Jessen en teori om abnormiteter i nervsystemet, som förutsättning för psykiatrisk sjukdom. Han blev därigenom en av ledarna för den nya s.k. somatiska skolan inom den tyska psykiatrin. Han grundade Den slesvigske lægeforening (1832) och var i många år dess ordförande. År 1833 utnämndes han till professor.
Han lämnade 1845 den betungande tjänsten vid kliniken, närmast för att få tid att bedriva vetenskapligt arbete. Han beviljades avsked av den danska regeringen med skyldighet att hålla psykiatriska föreläsningar vid Kiels universitet. Redan samma år öppnade han en privat psykiatrisk klinik vid Kiel, under namnet "Hornheim" som snabbt blev mycket ansedd. 
År 1861 riktade tidigare patienter allvarliga anklagelser mot honom i sin roll som anstaltsläkare, vilket fick stor uppmärksamhet både i fack- och dagspressen. I en utförlig försvarsskrift Das Asyl Hornheim, die Behörden und das Publicum besvarade han beskyllningarna och dessa kom inte att skada hans anseende. År 1870 blev han medicine hedersdoktor vid Kiels universitet. Han ledde sin privata klinik fram till sin död.